# Yoake Mae Yori Ruriiro Na
Yoake Mae Yori Ruriiro Na (夜明け前より瑠璃色な?) è una visual novel giapponese per adulti sviluppata dalla August e pubblicata per la prima volta il 22 settembre 2005 per PC, mentre l'adattamento per PlayStation 2 sviluppato dalla Aria e dalla HuneX fu pubblicata il 7 dicembre 2006. Il manga, illustrato da HoeHoe No-miso, cominciò a essere serializzato sulla rivista Dengeki Daioh il 21 settembre 2005, mentre l'anime di 12 episodi, Yoake Mae Yori Ruriiro Na: Crescent Love, cominciò la sua trasmissione in Giappone a ottobre 2006.

## Trama
Centinaia di anni fa, alcuni umani si trasferirono sulla Luna creando il Regno Sphere. Tuttavia, le relazioni tra la Luna e la Terra peggiorarono fino a portare allo scoppio di una guerra chiamata Oedipus. Alla fine della guerra, la città di Mitsurugasaki, sotto il controllo delle Nazioni Unite, divenne il centro diplomatico delle relazioni con la Luna. Nonostante le tensioni siano diminuite, i rapporti tra i due mondi, nel momento in cui comincia la storia, sono ancora in una situazione nella quale è bene usare cautela. La principessa Feena Fam Earthlight viene mandata sulla Terra per essere ospitata dalla famiglia del primo segretario del presidente delle Nazioni Unite al fine di renderla un'approfondita conoscitrice del pianeta e diventare la nuova regina del Regno Sphere.

## Personaggi

### Principali

Feena Fam Earthlight

Tatsuya Asagiri (朝霧 達哉?, Asagiri Tatsuya)
Il protagonista maschile principale, sa molte cose sulla Luna e sul Regno Sphere perché ne è molto affascinato sin da quando era piccolo. Ha l'abitudine di pizzicare le ragazze sul naso come segno d'affetto. Si diverte molto a prendere in giro Natsuki sugli argomenti più diversi. È molto leale verso Feena e apprezza gli sforzi che la ragazza fa per realizzare il desiderio della madre di unire la Terra e la Luna. All'inizio piuttosto preoccupato per il soggiorno di Feena in casa sua, alla fine se ne innamora e il loro matrimonio cementa l'alleanza tra i due mondi.
Feena Fam Earthlight (フィーナ·ファム·アーシュライト?, Fīna Famu Āshuraito)
Principessa del Regno Sphere sulla Luna, per apprendere nuove cose sulla Terra ed essere quindi in grado di seguire le orme della madre, scende sulla Terra, dove viene ospitata dalla famiglia del primo segretario del presidente delle Nazioni Unite, Sayaka Hozumi. Fin dall'infanzia desidera conoscere più cose sulla Terra e spera di continuare l'operato della madre nel colmare il divario tra la Terra e la Luna. Ha buone conoscenze di letteratura e scienze, e sa usare la spada molto bene. Tuttavia, è piuttosto impulsiva e tende a entrare in azione senza pensare. Non sa nuotare. In un precedente viaggio sulla Terra quando era piccola e prima della morte della madre, Feena incontrò Tatsuya, che cercò di consolarla. Alla fine, Feena si innamora di lui e il loro matrimonio porta la pace tra la Terra e la Luna.
Mia Clementis (ミア·クレメンティス?, Mia Kurementisu)
È la cameriera di Feena e sua scorta durante il viaggio sulla Terra. Ha un po' la testa tra le nuvole, ma i suoi sforzi sono tutti votati alla felicità e alla salute della sua principessa.
Mai Asagiri (朝霧 麻衣?, Asagiri Mai)
La sorella minore di Tatsuya, frequenta la sua stessa scuola. È a capo della banda della scuola, nella quale suona il flauto traverso. In realtà, è stata adottata.
Natsuki Takamizawa (鷹見沢 菜月?, Takamizawa Natsuki)
Una delle amiche più intime di Tatsuya, è nella sua stessa classe. Lavora con Tatsuya nel ristorante del padre, la Trattoria Samon. Si arrabbia spesso con Tatsuya o con il fratello quando la prendono in giro. È completamente negata in cucina e riesce a carbonizzare qualsiasi cosa, persino l'insalata. Ha una cotta per Tatsuya.
Midori Toyama (遠山 翠?, Midori Tōyama)
È una ragazza vivace in classe con Tatsuya fin dal primo anno di superiori. Suona il clarinetto nella banda della scuola.
Sayaka Hozumi (穂積 さやか?, Hozumi Sayaka)
Il primo segretario del presidente delle Nazioni Unite, ha molto a che fare con i rapporti tra Terra e Luna. È la cugina di Tatsuya e Mai, che vivono con lei, anche se loro la considerano più una sorella maggiore. Nel gioco è la bibliotecaria del Museo Lunare Reale.
Wreathlit "Wreath" Noel (リースリット·ノエル?, Rīsuritto Noeru)
Proviene dalla Luna e, anche se sembra una bambina, è molto più vecchia. Sorveglia costantemente Feena, specialmente quando questa si innamora di Tatsuya; La sua altra personalità, Fiacca, le dice che la Terra e la Luna non si devono unire. Tuttavia, alla fine, Fiacca scompare per sempre dopo aver visto che gli sforzi di Tatsuya e Feena hanno rotto il legame d'odio tra i due mondi.

### Secondari
Lyones Theo Earthlight (ライオネス·テオ·アーシュライト?, Raionesu Teo Āshuraito)
Il padre di Feena, è il sovrano del Regno Sphere. Era solo uno studente del college Lunare quando si innamorò della principessa Sefiria, e la loro storia d'amore creò molto trambusto. Solo grazie all'incoraggiamento del padre di Tatsuya Lyones ha ottenuto il coraggio di chiedere un appuntamento e poi dichiararsi alla principessa.
Cefilia Fam Earthlight (セフィリア·ファム·アーシュライト?, Sefiria Famu Āshuraito)
La madre di Feena, si vede solo nei ricordi e nei flashback perché è morta; tuttavia, la sua influenza si fa ancora sentire sia sulla Terra, sia sulla Luna. Ama molto la Terra e il suo regno.
Karen Clavius (カレン·クラヴィウス?, Karen Kuraviusu)
È l'ambasciatrice della Luna ed è molto severa e rigorosa per quanto riguarda la sua professione.
Chiharu Asagiri
Il padre di Tatsuya, è un archeologo e passa moltissimo tempo a viaggiare.
Jin Takamizawa (鷹見沢 仁?, Takamizawa Jin)
Fratello maggiore di Natsuki, lavora anche lui nel ristorante di famiglia.
Samon Takamizawa (鷹見沢 左門?, Takamizawa Samon)
Lo chef e proprietario della Trattoria Samon, è il padre di Natsuki e Jin. Ammira Takeshi Takano.
Estel Freesia (エステル·フリージア?, Esuteru Furījia)
È una ragazza misteriosa e religiosa che ama i libri. Appare solo nei videogiochi.
Fiacca Marguerite (フィアッカ·マルグリット?, Fiakka Maruguritto)
È la sorella maggiore di Cynthia.
Cynthia Marguerite (シンシア·マルグリット?, Shinshia Maruguritto)
Sorella di Fiacca Marguerite, ha due anni meno di lei. Appare solo in Yoake Mae Yori Ruriiro Na - Moonlight Cradle -.
Moritz Zabel Frantz (モーリッツ·ザベル·フランツ?, Mōrittsu Zaberu Furantsu)
Compare solo nel gioco per PlayStation 2.

### Solo nell'anime
Jürgen von Klügel (ユルゲン·フォン·クリューゲル?, Yurugen fon Kuryūgeru)
È il figlio di una nobile famiglia del Regno Sphere. Inizialmente scelto per essere il fidanzato di Feena prima che questa si innamorasse di Tatsuya, odia i terrestri e pensa che siano una razza inferiore. Vorrebbe far ricominciare la guerra tra i due mondi. Tenta un colpo di Stato e, in totale disperazione, cerca di uccidere Feena. Tatsuya riesce però a impedirlo e Jürgen viene arrestato per tradimento.
Takeshi Takano (高野 武?, Takano Takeshi)
È un fotografo molto famoso ed è l'unico autorizzato a documentare il viaggio di Feena, come fece con la madre e la nonna di lei. Ha un assistente che lo segue dappertutto. È un po' pervertito.

## Light novel
Ci sono tre light novel attribuite alla serie, tutte illustrate da Bekkan-Kō. I sette volumi che compongono la prima sono stati pubblicati a partire da maggio 2006; la seconda, una raccolta di storie brevi dal titolo Storia dell'eroina ufficiale, è stata serializzata in Dengeki G's Magazine e raccolta in due volumi pubblicati il 30 settembre e il 27 dicembre 2006; la terza, basata sui personaggi aggiunti nell'adattamento per Play Station 2, è stata pubblicata a dicembre 2006.

## Episodi
| Nº | Titolo italiano Giapponese 「Kanji」 - Rōmaji                                                                            | In onda          | In onda |
| Nº | Titolo italiano Giapponese 「Kanji」 - Rōmaji                                                                            | Giapponese       |         |
| 1  | Una principessa in famiglia!? 「お姫様がホームステイ!?」 - Ohimesama ga HOOMUSUTEI!?                                     | 4 ottobre 2006   |         |
| 2  | La principessa è una studentessa! 「お姫様は優等生！」 - Ohimesama wa yutosei!                                           | 11 ottobre 2006  |         |
| 3  | Regolamento di conti in cucina della principessa! 「お姫様 料理対決！！」 - Ohimesama ryori taiketsu!!                   | 18 ottobre 2006  |         |
| 4  | La principessa combattente 「戦う！ お姫様」 - Tatakau! Ohimesama                                                        | 25 ottobre 2006  |         |
| 5  | Cronache della principessa sull'isola deserta 「お姫様 無人島漂流記」 - Ohimesama mujinto hyoryuki                       | 1º novembre 2006 |         |
| 6  | Per la principessa è proibito amare!? 「お姫様は恋愛禁止!?」 - Ohimesama wa renai kinshi!?                               | 8 novembre 2006  |         |
| 7  | Il fidanzato della principessa 「お姫様の許婚」 - Ohimesama no iinazuke                                                  | 15 novembre 2006 |         |
| 8  | Con la principessa sotto il cielo azzurro... 「お姫様と瑠璃色の空の下で…」 - Ohimesama to ruriiro no sora no shita de... | 22 novembre 2006 |         |
| 9  | L'Ombra si avvicina alla principessa 「お姫様に迫る影」 - Ohimesama ni semaru kage                                       | 29 novembre 2006 |         |
| 10 | L'unica ala della principessa 「片翼だけのお姫様」 - Katayoku dake no o-himesama                                         | 6 dicembre 2006  |         |
| 11 | Mano nella mano con la principessa 「お姫様とその手を重ね」 - Ohimesama to sono te o kasane                              | 13 dicembre 2006 |         |
| 12 | La principessa e ... 「お姫様と…」 - Ohimesama to...                                                                     | 20 dicembre 2006 |         |

## Manga
Il manga basato sulla serie è stato serializzato nella rivista giapponese Dengeki Daioh della MediaWorks a partire dal 21 settembre 2005. Illustrato da HoeHoe No-miso, è stato raccolto in un tankōbon il 27 settembre 2006.

## CD e videogiochi
Sei drama CD sono stati creati sulla base del videogioco Yoake Mae Yori Ruriiro Na - Brighter than dawning blue -: ogni singolo CD, messo in vendita tra il 21 aprile e il 22 settembre 2006 a cadenza mensile dalla Marine Entertainment, prende il nome di Yoake Mae Yori Ruriiro na - Fairy tale of Luna, con numero progressivo.
Altri due drama CD basati questa volta sull'anime sono stati pubblicati il 25 ottobre e il 22 dicembre 2006 dalla Neowing.
La serie è cominciata sotto forma di videogioco per adulti, che fu pubblicato per la prima volta il 22 settembre 2005 per PC. Fu poi pubblicato anche per PlayStation 2 dalla ARIA il 7 dicembre 2006 con il nome Yoake Mae Yori Ruriiro Na - Brighter than dawning blue -. Questa versione senza contenuti per adulti introduceva due nuove eroine. Un seguito, Yoake Mae Yori Ruriiro Na - Moonlight Cradle -, fu pubblicato il 27 febbraio 2009.